# Paradelphomyia nubifera
Paradelphomyia nubifera är en tvåvingeart som beskrevs av Alexander 1954. Paradelphomyia nubifera ingår i släktet Paradelphomyia och familjen småharkrankar.
Artens utbredningsområde är Thailand. Inga underarter finns listade i Catalogue of Life.